# 敘利亞足球協會
敘利亞足球協會是專門管轄敘利亞足球事務的組織。該組織成立於1936年，並在翌年加入國際足協。此外，該組織還是亞洲足協的成員。

## 外部連結
- 官方網頁 （页面存档备份，存于） （阿拉伯文）
- 國際足協網頁 （页面存档备份，存于）
- 亞洲足協網頁 （页面存档备份，存于）